# Point No. 1
Point #1 è il primo album discografico in studio del gruppo musicale alternative metal statunitense Chevelle, pubblicato nel 1999.

## Tracce
1. Open – 2:01
2. Point #1 – 4:21
3. Prove to You – 3:05
4. Mia – 2:21
5. Skeptic – 4:06
6. Anticipation – 3:08
7. Dos – 6:29
8. Long – 4:36
9. Blank Earth – 5:26
10. Sma – 2:55
11. Peer – 4:08

## Formazione
- Pete Loeffler - voce, chitarra
- Sam Loeffler - batteria
- Joe Loeffler - basso